# Liste slowakischer Exonyme für deutsche Toponyme
In dieser Liste werden Orten im deutschen Sprachraum (Städte, Flüsse, Inseln etc.) die Bezeichnungen gegenübergestellt, die im Slowakischen üblich sind.

## A
- Alpy: Alpen

## B
- Bádensko: Baden (Land)
- Bavorsko: Bayern
- Bazilej: Basel
- Berlín: Berlin
- Brandenbursko: Brandenburg (Bundesland)
- Brémy: Bremen
- Budyšín: Bautzen

## C
- Celovec: Klagenfurt am Wörthersee
- Chotebuz: Cottbus

## D
- Dráva: Drau
- Drážďany: Dresden
- Dunaj: Donau
- Durínsko: Thüringen
- Dyje: Thaya

## E
- Emža: Ems
- Enža: Enns (Fluss)

## F
- Frankfurt nad Mohanom: Frankfurt am Main
- Frankfurt nad Odrou: Frankfurt (Oder)

## H
- Halštrov: Weiße Elster
- Havola: Havel
- Hesensko: Hessen

## K
- Kamenica: Chemnitz
- Kopčany: Kittsee
- Kolín nad Rýnom: Köln
- Korutánsko: Kärnten
- Kostnica: Konstanz
- Kráľovec: Königsberg
- Kremža: Krems

## L
- Labe: Elbe
- Linec: Linz
- Lipsko: Leipzig
- Litava: Leitha
- Lucern: Luzern
- Lužica: Lausitz, (Horná Lužica – Oberlausitz; Dolná Lužica – Niederlausitz)

## M
- Mníchov: München
- Mohan: Main
- Mohuč: Mainz
- Mosela: Mosel
- Murica: Mürz

## N
- Nemecko: Deutschland
- Nezider: Neusiedl am See
- Neziderské jezero: Neusiedler See
- Nisa: Neiße
- Norimberg: Nürnberg

## O
- Odra: Oder

## P
- Pasov: Passau
- Plavno: Plauen
- Porúrie: Ruhrgebiet
- Porýnie-Falcko: Rheinland-Pfalz
- Postupim: Potsdam

## R
- Rakúsko: Österreich
- Rezná: Regen (Fluss)
- Rezno: Regensburg
- Rujana: Rügen
- Rýn: Rhein

## S
- Sársko: Saarland
- Sasko Sachsen
- Severné Porýnie-Vestfálsko: Nordrhein-Westfalen
- Šlezvicko: Schleswig
- Sliezsko: Schlesien
- Soľnohrad: Salzburg
- Spréva: Spree
- Štajerský Hradec: Graz
- Štetín: Stettin
- Štrasburg: Strassburg
- Štajersko: Steiermark
- Švajčiarsko: Schweiz
- Svetlá: Zwettl

## T
- Travna: Traun
- Trevír: Trier

## V
- Viedeň: Wien
- Viedenské Nové Mesto: Wiener Neustadt
- Vroclav / Vratislav: Breslau
- Východofrízské ostrovy: Ostfriesische Inseln

## Z
- Ženeva: Genf
- Zhorelec: Görlitz
- Žitava: Zittau